# 架车乡
架车乡，是中华人民共和国云南省红河哈尼族彝族自治州红河县下辖的一个乡镇级行政单位。

## 地理
架车乡位于红河县的西南部，离县城迤萨74千米，面积325平方千米。藤条江发源于架车乡。

### 邻近乡县
在架车乡的东边是同县的宝华乡和洛恩乡，向南是墨江县和绿春县，向西是垤玛乡，向北是车古乡和浪堤乡。

### 行政区划
架车乡下辖以下地区：
架车村、牛威村、扎垤村、规普村、合莫村、妥产村、翁居村和妥阿村。

## 经济
架车乡是一个林业乡，林地占总面积的73.5%。